# Clifton Chenier
Clifton Chenier (Opelousas, Louisiana, 25 juni 1925 - Lafayette (Louisiana), 12 december 1987) was een Amerikaans muzikant. Hij was de eerste creool die een Grammy Award kreeg op de nationale televisie. Met een mix van Cajun twosteps en walsen uit het zuidwesten van Louisiana met New Orleans R&B, Texas blues en big band jazz, creëerde hij de moderne geluiden van zydeco.
Als zoon van amateuraccordeonspeler Joe Chenier en de neef van gitarist, violist en dansclubeigenaar Maurice "Big" Chenier vond hij zijn eerste impressies in de blues van Muddy Waters, Peetie Wheatstraw, Sam (Lightnin') Hopkins, Fats Domino en de opnames uit de jaren twintig en dertig van creools accordeonist Amede Ardoin en anderen.  Zijn eerste accordeon kocht hij in 1947 van een buurman en kreeg daarop les van zijn vader. Vanaf 1944 trad hij op met zijn broer Cleveland in de dancehalls van Lake Charles. Zijn eerste opnamesessie bij het radiostation van Lake Charles bevatte zeven opnames, waaronder zijn eerste hit Clifton's Blues. Vanaf 1956 gaf Chenier zijn baantjes op en ging fulltime werken met zijn muziek.
Met zijn band The Zydeco Ramblers, waar ook bluesgitarist Philip Walker bij was, toerde hij rond. In een interview zei Clifton: "Ik zing in het Frans, dat past het best bij mijn muziek". Hij speelde zijn 'zwarte' zydeco op een pianoaccordeon, een instrument waarmee melodisch veel meer mogelijk is dan met de maar tien knoppen tellende trekzak (oftewel diatonische accordeon) die in de blanke cajunstijl gebruikelijk is. Clifton ontwikkelde ook het gebruik van het zogenaamde rubboard (Frans: frottoir), in het Nederlands wasbord genoemd. Broer Cleveland werd de bespeler daarvan, en was tientallen jaren lang een trouwe metgezel. 
Cheniers eerste album voor Arhoolie Louisiana Blues and Zydeco had één kant voor blues en rhythm-and-blues en één kant Franse twosteps en walsen. In 1976 nam Chenier een van zijn beste albums, Bogalusa Boogie, op en formeerde hij zijn nieuwe band Clifton Chenier and His Red Hot Louisiana Band met tenorsaxofonist "Blind" John Hart en gitarist Paul Senegal. In 1983 ontving hij een Grammy Award voor zijn album I'm Here!. Ofschoon hij aan het eind van zijn leven door suikerziekte wekelijks drie dagen van zijn werk als muzikant moest verzuimen, ging hij door tot een week vóór zijn dood op 12 december 1987. Na zijn overlijden werd zijn werk voortgezet door zijn zoon C.J. Chenier. 

## Discografie
- Clifton Sings the Blues (2004)
- Louisiana Blues & Zydeco/Bon Ton Roulet (2001)
- Live at Grant Street (2000)
- Comin' Home (2000)
- Live at 1966 Berkeley Blues Festival (2000)
- Cajun Swamp Music (1999)
- Bayou Bayou (1999)
- In New Orleans (1998)
- Zydeco Sont Pas Sale (1997)
- I'm Coming Home (1996)
- On Tour (1996)
- We're Gonna Party (1994)
- Live at St. Mark's (1988)
- 60 Minutes with the King of Zydeco (1988)
- Bogalusa Boogie (1987) *  Sings the Blues (1987)
- The King of Zydeco (1985)
- Live! at the Long Beach & San Francisco Blues Festivals (1985)
- Country Boy Now (1984)
- The King of Zydeco Live at Montreux (1984)
- I'm Here! (1982)
- Live at San Francisco Blues Festival (1982)
- Blues & Zydeco (1981)
- Boogie 'n' Zydeco (1980)
- Bayou Soul (1979)
- Frenchin' the Boogie (1979)
- Clifton Chenier & His Red Hot Louisiana Band in New Orleans (1979)
- Clifton Chenier and His Red Hot Louisiana Band (1978)
- Cajun Swamp Music Live (1978)
- Bogalusa Boogie (1975)
- Out West (1974)
- Clifton Chenier Live (At a French-Creole Dance) (1973)
- Bayou Blues (1970)
- King of the Bayous (1970)
- Clifton's Cajun Blues (1970)
- Louisiana Blues (1969)
- Black Snake Blues (1966)
- Louisiana Blues & Zydeco (1965) (zijn eerste album)

- Biblioteca Nacional de España: XX1615851
- Bibliothèque nationale de France: cb13892436d (data)
- Gemeinsame Normdatei: 134690788
- International Standard Name Identifier: 0000 0000 5513 1789
- Library of Congress Control Number: n81066478
- MusicBrainz: db1a3066-1586-495d-a09c-1312cabab5be
- Nationale Bibliotheek van Tsjechië: xx0146788
- Nederlandse Thesaurus van Auteursnamen: 074476858
- Istituto Centrale per il Catalogo Unico: MODV254401
- SNAC: w6vq387d
- Système universitaire de documentation: 192836455
- Virtual International Authority File: 7573488
- WorldCat: E39PBJvMv4qrk694kF7DKYCRKd